# Sholicola
Sholicola (лат.) — род воробьиных птиц из семейства мухоловковых. Представители рода распространены в Южной Индии.

## Таксономия и классификация
Исторически представителей рода относили к роду Phoenixcura Swainson, 1831, позже к Callene Blyth, 1847, затем к Brachypteryx Horsfield, 1821 и наконец к Myiomela. Молекулярно-филогенетических исследования показали, что два вида ближе к мухоловковым. Пришлось создать новый род, поскольку эти виды сильно отличаются от представителей родственных родов Niltava, Cyornis и Eumyias, от которых они отделились около 11 миллионов лет назад.
В состав рода включают два вида:
| Изображение | Научное название      | Русское название            | Распространение                                                 |
| ----------- | --------------------- | --------------------------- | --------------------------------------------------------------- |
|             | Sholicola major       | Большой короткокрылый дрозд | Юго-запад Индии (Западные Гаты на юге Карнатака и горы Нилгири) |
|             | Sholicola albiventris |                             | Юго-запад Индии                                                 |

Третий вид Sholicola ashambuensis, описанный авторами оригинальной статьи, близок к Sholicola albiventris и может рассматриваться как подвид последнего.

## Описание
Небольшие птицы длиной около 14 см. Представители рода характеризуются слегка изогнутым кончиком клюва, хорошо развитыми ректальными щетинками; коротким, почти квадратным хвостом и длинными цевками. Половой диморфизм не выражен. В окраске оперения преобладает синий цвет. Бровь голубоватого или белого цвета, уздечка чёрная.

## Распространение и места обитания
Оба вида распространены в Западных Гатах на юге Индии. Естественной средой обитания являются лесные массивы в лугах высокогорных долин. Встречаются на высоте от 1000 до 2200 м над уровнем моря. В основном обитают в подлеске, редко поднимаясь выше трех метров от земли. Встречаются поодиночке или парами. Питаются насекомыми.